# Laughter7
Laughter7（ラフターセブン）は、桜庭和志が設立した格闘技の道場。

## 概要
2008年4月1日に総合格闘家である桜庭和志が髙田道場から独立して立ち上げた道場。ジム名について桜庭は笑っている人を英語にした“Laughter”に“ラッキー7”の“7”を付けただけとのコメントを残している。トレーナーには柴田勝頼もいた。
総合格闘技やアマチュアレスリングの指導の他、ウエートトレーニングジムも併設していた。
2012年12月1日をもって、道場は閉鎖された。

## 最終所属選手
- 桜庭和志
- 柴田勝頼
- 浜中和宏
- 佐藤豪則